# Gunter Hampel
Gunter Hampel (Gottinga, 31 agosto 1937) è un clarinettista, flautista, compositore, pianista, vibrafonista, sassofonista e discografico tedesco.
È stato uno dei pionieri in Europa del jazz, che ha cominciato ad ascoltare dalle emittenti radio delle truppe di occupazione americane in Germania al termine della seconda guerra mondiale.
Nel corso della sua lunga carriera ha fondato innumerevoli gruppi musicali ed ha suonato con alcuni tra i maggiori esponenti del jazz, tra i quali Anthony Braxton, Don Cherry, Cecil Taylor ed Archie Shepp. Ha al suo attivo diverse decine di album e di DVD, che sono stati pubblicati o ristampati dalla Birth Records, l'etichetta che ha fondato nel 1969.

## Biografia
Impara a suonare il piano a 4 anni, la fisarmonica a 6, il clarinetto a 8, il sassofono a 13 ed il vibrafono a 16. Nella sua formazione musicale, oltre alle influenze del jazz americano, vi sono quelle della musica classica europea e del folk tedesco. Già nell'adolescenza si distingue vincendo alcuni premi in concorsi musicali amatoriali, fondando le sue prime jazz-band e componendo i suoi primi brani.
Nel 1958 comincia la sua carriera professionale ottenendo diversi ingaggi in jazz-club di diversi paesi europei suonando il sassofono ed il vibrafono. Nelle varie band di questi primi anni suona anche con musicisti di valore, tra i quali Long John Baldry. Nel 1964 fonda il Gunter Hampel Heartplants Quintet e pubblica il primo album, Heartplants, che ottiene alcuni riconoscimenti e viene salutato come la prima opera jazz europea.
Negli anni successivi effettua delle tournée extra-europee e, grazie a Benny Goodman che ha ascoltato la sua musica, viene conosciuto anche negli USA, dove il suo disco viene pubblicato con il titolo Music from Europe. Nel 1967 conosce la cantante jazz americana Jeanne Lee, che era in tournée in Europa; in seguito si sposeranno, si esibiranno spesso dal vivo insieme e pubblicheranno diversi album. La coppia avrà due figli, Ruomi e Cavana, che a loro volta collaboreranno nei lavori di Hampel.
Tra le varie band che forma, da segnalare quella del 1968 con un giovanissimo John McLaughlin ed il batterista Laurie Allan. Allarga la sua cerchia di conoscenze nel mondo del jazz e nel 1969 registra il suo album più conosciuto, The 8th of July, con un sestetto in cui spicca il nome di Anthony Braxton. Il disco, di natura sperimentale, viene considerato uno dei primi lavori di free jazz, ma nessuna etichetta accetta di pubblicarlo, ed è così che Hampel fonda la sua casa discografica, la Birth Records.
Nel 1969 si trasferisce a New York ed effettua diverse tournée negli States, dove sviluppa ulteriormente la sua musica, frutto del connubio tra le radici europee e quelle afro-americane. Nel 1972 fonda la Galaxie Dream Band, con cui registrerà diversi album ed effettuerà concerti per i successivi 25 anni. Negli anni settanta da segnalare nuove collaborazioni con Braxton, Don Cherry, Jack DeJohnette e la Sun Ra Orchestra. Le sue innovative composizioni vanno dai brani per trii musicali a quelli per grandi orchestre di oltre 45 elementi. Nel 1978 viene eletto dalla rivista statunitense Down Beat miglior vibrafonista jazz dell'anno.
Nel 1984 entra nell'orchestra di Cecil Taylor, assieme a Enrico Rava, per la registrazione di Orchestra From 2 Continents, in cui compaiono assieme jazzisti americani ed europei. Nel 1985 registra dal vivo al Sweet Basil Jazz Club di New York l'album New York Orchestra Live, a cui partecipano diversi musicisti di primo piano, tra cui la moglie Jeanne, Bob Stewart alla tuba ed il chitarrista Bill Frisell. Nel 1986 suona dal vivo a New York con il gruppo di Archie Shepp.
Negli anni novanta ammoderna il suo repertorio di free jazz, prima adattandolo a spettacoli di danza, poi avvicinandolo all'hip hop ed al rap, creando i gruppi Jazzkantine e Next Generation, che aumentano la sua popolarità in Germania e gli attirano le simpatie dei giovani. Nel 2000 muore in Messico la moglie Jeanne. Hampel continua anche negli anni successivi questi suoi esperimenti senza tralasciare il free jazz puro, effettuando incessantemente concerti con i vari gruppi a cui è legato.
Tra le varie band con cui si esibisce nel 2011, vi sono i Gunter Hampel European Quartet ed i Gunter Hampel Music+Dance Improvisation Company.

## Discografia essenziale
- 1964: Heartplants (come Gunter Hampel Heartplants Quintet)
- 1969: The 8th of July
- 1978: Reeds 'n Vibes (come Improvising Artists Records)
- 1985: Fresh heat - The Gunter Hampel New York Orchestra